# Phylloscopus makirensis
Phylloscopus makirensis là một loài chim trong họ Phylloscopidae.